# Budeni
Budeni falu Romániában, Erdélyben, Fehér megyében.

## Fekvése
Nagyompoly közelében fekvő település.

## Története
Budeni korábban Nagyompoly része volt, 1956 körül vált külön 81 lakossal.
1966-ban 104, 1977-ben 98, 1992-ben 88, 2002-ben 72 román lakosa volt.